# 张世友
张世友（？—？），湖北归州人，是一名清朝政治人物。

## 生平
张世友曾于1744年12月任嘉定县知事，一个月后前任知事明新复任。1747年任奉贤县知事，次年由李治灏接任。县知事1753年接替陈焱任南汇县知县一职，1754年由舒希忠接任。1758年代理任崇明县知事，同年由乔守仁接替。1763年又接替孙耀德再任南汇县知事，1764年由杨宜伦接任。1766年再次代理崇明县知事，次年由张抡甲接任。乾隆十七年，接替涂扩。攝任江蘇荆溪縣知縣。后由宋登□接任。